# Leucanopsis moeschleri
Leucanopsis moeschleri är en fjärilsart som beskrevs av Rothschild 1909. Leucanopsis moeschleri ingår i släktet Leucanopsis och familjen björnspinnare. Inga underarter finns listade i Catalogue of Life.